# Gadūnavas
Gadūnavas is een plaats in de gemeente Telšiai in het Litouwse district Telšiai. De plaats telt 122 inwoners (2001).